# Tiro alla fune ai Giochi della II Olimpiade
Il tiro alla fune alla II Olimpiade fu rappresentato da un'unica sfida. Alla competizione presero parte soltanto due squadre: una squadra mista svedese e danese e la squadra francese del Racing Club de France. La gara unica si svolse il 16 luglio 1900 a Parigi al Bois de Boulogne.

## Medagliere
| Posizione | Paese         |   |   |   | Totale |
| --------- | ------------- | - | - | - | ------ |
| 1         | Squadra mista | 1 | 0 | 0 | 1      |
| 2         | Francia       | 0 | 1 | 0 | 1      |
| Totale    | Totale        | 1 | 1 | 0 | 2      |

## Partecipanti
| Squadre partecipanti                                                                   | |
| Squadra mista                                                                          | Racing Club de France                                                                               |
| Edgar Aabye Eugen Schmidt Charles Winckler August Nilsson Gustaf Söderström Karl Staaf | Roger Basset Jean Collas Charles Gondouin Joseph Roffo Émile Sarrade Francisco Henríquez de Zubiría |

## Risultati delle gare

### Tiro alla fune
| Evento                     | Oro           | Argento               | Bronzo        |
| Tiro alla fune             |               |                       |               |
| Tiro alla fune (16 luglio) | Squadra mista | Racing Club de France | Non assegnata |